# Vanyarc
Vanyarc – wieś i gmina w północnej części Węgier, w pobliżu miasta Pásztó.
Miejscowość leży na obszarze Średniogórza Północnowęgierskiego i należy do powiatu Pásztó, wchodzącego w skład komitatu Nógrád.
Gmina Vanyarc liczy 1306 mieszkańców (2009) i zajmuje obszar 32,22 km².